# La governante (film 1974)
La governante è un film italiano del 1974 diretto da Giovanni Grimaldi, liberamente tratto dall'omonimo dramma di Vitaliano Brancati.

## Trama
A Catania, in casa della famiglia Platania, giunge, in qualità di governante, una giovane ragazza francese: Caterina Leher. In questo nucleo familiare vivono l'anziano vedovo Leopoldo; suo figlio Enrico, impegnato in avventure exraconiugali; la nuora Elena, una svampita intellettualoide che si lascia corteggiare con discrezione dall'acre scrittore Alessandro Bonivaglia, tollerato frequentatore della casa; i due piccoli figli di costoro, serviti tutti fedelmente da un'ingenua ragazza: Jana.
Sia Caterina che la famiglia Platania sono religiosi, ma di una religiosità tutta particolare. Caterina è "il peccato" non tanto perché educazione e natura l'hanno dotata di anomali istinti quanto perché tali istinti, mescolati ad un fanatico desiderio di rispettabilità la travolgono in un ingranaggio di compiaciuti rimorsi e distorte mortificazioni.
Da questo comportamento di Caterina subisce danno Jana, che, in seguito ad una calunnia della governante, viene cacciata e rimandata al paese natio. Durante questo viaggio è coinvolta in un incidente ferroviario che le procura la morte. Assunta una nuova cameriera, Francesca, Leopoldo scopre la donna in intimi rapporti con Caterina.
Costei, ottenuto il perdono di Leopoldo, venuta a sapere da questi della tragica morte di Jana, tenta il suicidio, ma viene salvata dall'anziano vedovo che non si perdona di aver spinto tanti anni prima, per eccesso d'intransigenza, la figlia adolescente a togliersi la vita.

## Distribuzione e accoglienza
Il film ottenne alla sua uscita un grande successo di pubblico, incassando 1 miliardo e 860 milioni.